# Tung Yo Fluctus
Il Tung Yo Fluctus è una struttura geologica della superficie di Io.